# Erik Dickman
Erik Dickman (* 9. November 1933) ist ein ehemaliger schwedischer Radrennfahrer.

## Sportliche Laufbahn
Dickman war im Straßenradsport aktiv. Mit der schwedischen Nationalmannschaft bestritt 1962 die Internationale Friedensfahrt, er schied nach einem Sturz aus. Mit dem Östgötaloppet gewann er 1961 eines der ältesten schwedischen Eintagesrennen. 1958 kam er in der Schweden-Rundfahrt auf den 16. Platz, 1961 wurde er 5., 1963 7.